# Vásárosnamény
Vásárosnamény là một thành phố thuộc hạt Szabolcs-Szatmár-Bereg, Hungary. Thành phố này có diện tích 65,66 km², dân số năm 2010 là 8813 người, mật độ 134 người/km².